# Наукова бібліотека Національного університету кораблебудування імені адмірала Макарова
Наукова бібліотека Національного університету кораблебудування імені адмірала Макарова (НБ НУК) — обласний методичний центр для бібліотек ЗВО м. Миколаєва, одна з найбільших бібліотек південного регіону за складом фонду з корабле- та суднобудування, інформаційна база науково-дослідницької роботи вчених, аспірантів, студентів та соціокультурний центр вишу.
Заснована 1920 року; у 1930 — бібліотека Миколаївського кораблебудівного інституту; з 1994 — бібліотека Українського державного морського технічного університету; у 2004 — Національного університету кораблебудування імені адмірала Макарова; з 2010 — Наукова бібліотека Національного університету кораблебудування імені адмірала Макарова.

## Історія
Історія бібліотеки НУК нерозривно пов'язана з історією створення та розвитку університету. Бібліотека була заснована 18 вересня 1920 р. на базі бібліотеки механіко-технічного училища. В перший рік існування бібліотеки діяв лише читальний зал, був один працівник, обслуговувалось 20 читачів. До 1940 р. фонд бібліотеки становив 80 тис. примірників. Бібліотека розміщувалась в залі площею 217 м², мала читальний зал на 100 посадкових місць та 8 співробітників. У роки окупації Миколаєва фашистами значну частину фонду, обладнання, документації та довідкового апарату було знищено. Лише п'ять тисяч примірників навчальної літератури вдалося евакуювати разом з університетом до м. Пржевальська (Киргизька РСР), де з 1942 р. продовжився навчальний процес, який бібліотека забезпечувала підручниками та методичними посібниками.
Після повернення з евакуації бібліотека почала своє відродження. Частину книг зберегли та повернули мешканці міста, декілька тисяч примірників було подаровано бібліотекою Ленінградського кораблебудівного інституту. В ці роки бібліотека отримувала обов'язковий примірник, який виділив уряд для бібліотек, що постраждали від німецьких окупантів. Вже в 1946 р. фонд бібліотеки налічував 35 тис. томів, обслуговувалось 1,5 тисячі студентів.
1970—1980 роки були для бібліотеки періодом інтенсивного нарощування книжкового фонду. У 1972 році фонд бібліотеки налічував 330 тис. томів, обслуговувалось 9 000 читачів, штат бібліотеки налічував 27 осіб, з них 16 мали вищу освіту. Відкрито 2 філіали з фондом більше 2 тис. томів, 30 пересувних бібліотек на кафедрах та в студентських гуртожитках.
Незважаючи на певні труднощі, що стояли перед бібліотекою в 90-ті роки, її розвиток супроводжувався позитивними змінами: висока книгозабезпеченість, підвищення професійного рівня співробітників, вдосконалення бібліотечно-інформаційного обслуговування – все це дозволило бібліотеці стати провідною університетською книгозбірнею регіону. На кінець 90-х припадає початок активного використання в практичній діяльності бібліотек інформаційних технологій. Не стала винятком і наша бібліотека, розпочато комп'ютеризацію та автоматизацію бібліотечних процесів.
В 2010 році Рішенням Вченої Ради НУК назву «Бібліотека НУК» змінено на «Наукова бібліотека НУК імені адмірала Макарова». Це засвідчило про зростання ролі книгозбірні в освітньому, науковому та виховному процесах, які відбуваються у виші.

## Фонди
Сьогодні фонд бібліотеки перевищує 756 тис. примірників, наукових видань — 95 тис. прим., навчальних — 400 тис. прим., майже 125 тис. прим. періодичних видань.
Електронних видань — понад 1700 примірників.

### Фонд рідкісних видань
Цінним надбанням бібліотеки є фонд рідкісних видань, який становить 2 692 назви. Особливу цінність становлять видання XVIII — поч. ХІХ ст., серед яких і колекція морських збірників (570 прим.), перший з них датовано 1848 р., «Морские записки или Собрание всякого рода касающихся вообще до мореплавання сочинений и переводов» (1800 р.), «История русского флота. Период Азовский» (1864 р.), «Всеобщая история о мореходстве» (1811 р.), «Регламент государя Петра Великого об управлении адмиралтейства и верфи» (1780 р.).

## Довідково-пошуковий апарат (ДПА)
До складу ДПА входить система каталогів і картотек (друковані та електронні). Фонд довідково-бібліографічних видань понад 50 тисяч примірників (документи нормативного характеру, тлумачні словники, словники-довідники, енциклопедії), Електронний каталог, Бази даних.
Система каталогів представлена: алфавітними (генеральним, читацькими), систематичними (генеральним, читацькими), топографічними каталогами, Електронним каталогом.

## Структура
Бібліотека НУК розташована в чотирьох навчальних корпусах. Загальна площа 2 227 м². До послуг користувачів 6 абонементів, 5 читальних залів на 174 посадкових місця. 
Штат бібліотеки налічує 24 співробітника, 1 співробітник має 3-й рівень освіти (кандидат наук), повну вищу освіту мають 21 працівник, з них бібліотечну — 11. Понад 20 років в бібліотеці МКІ-НУК працюють 14 співробітників, 8 — понад 10 років.
Відділи бібліотеки:
- Чотири відділи обслуговування користувачів
- Відділ наукової, іноземної літератури та періодичних видань
- Відділ комплектування та наукової обробки літератури
- Інформаційно-бібліографічний відділ
- Відділ бібліотечного маркетингу, інноваційної та методичної роботи

## Кількісні показники
Статистичні показники роботи з обслуговування користувачів: щорічно відвідування відділів Наукової бібліотеки складають понад 300 тис. осіб, загальна кількість користувачів — понад 30 тис., книговидача — понад 600 тис. примірників.

## Діяльність
Впровадження технологічних інновацій в роботу Наукової бібліотеки призвело до кардинальних змін в процесах створення доступу та розповсюдження інформації. Віртуальний сервіс бібліотеки складається з електронного каталогу, баз даних, вебсайту бібліотеки та електронної бібліотеки, впровадження електронної доставки документів та віртуальної довідки, створення електронних презентацій, віртуальних виставок, вебзакладок.
З 1998 року в бібліотеці розпочинається автоматизація та комп'ютеризація бібліотечних процесів. Саме в цей період розпочинається робота по створенню власних електронних ресурсів: 1998 рік — Електронний каталог; 2000 — сайт Наукової бібліотеки НУК; 2004 — корпоративний каталог періодичних видань шести провідних бібліотек ВНЗ м. Миколаєва; 2008 — формуються БД власної генерації, Електронна бібліотека. 3 2012 року НБ НУК стає учасником проекту ELibUkr, що дає можливість створити на базі Електронного читального залу Центр знань, значно розширити спектр доступу до е-ресурсів. Також в 2012 році створено Електронний інституційний репозитарій НУК, який зареєстровано в OpenDoar, ROAR та у системі пошуку у відкритих архівах України. 
Якісній підтримці освітнього процесу в університеті сприяє наявність доступу до наукометричних платформ Scopus та Web of Science, повнотекстових наукових ресурсів відомих міжнародних видавництв Elsevier (БД ScienceDirect) та Springer (БД Springer Nature) завдяки Наказу Міністерства освіти і науки України від 01 вересня 2021 р. № 963 «Про надання доступу закладам вищої освіти і науковим установам до електронних наукових баз даних».
В практичну діяльність НБ НУК активно запроваджуються новітні інформаційні технології — Веб 2.0, завдяки яким бібліотека представлена у соціальних мережах Фейсбук та Google+. Хмарні технології активно використовуються в довідково-бібліографічній роботі. Також робота НБ представлена на власному каналі в Ютуб.
НБ активно займається поширенням результатів наукових досліджень в Google Академії та через систему «Бібліометрика української науки».
Наукова діяльність бібліотеки спрямована на вивчення та розкриття фондів, підготовку та публікацію науково-бібліографічних покажчиків. Бібліотекою  підготовлено біобібліографічні покажчики таких професорів університету як: В. М. Рябенький, В. С. Блінцов, Г. Ф. Романовський, М. Б. Сліжевський, В. М. Горбов, О. М. Дубовий, В. Ф. Квасницький, Б. А. Бугаєнко, Ю. В. Захаров, Ю. С. Крючкова, О. С. Рашковського, А. Ф. Галя, В. В. Зайцева, О. В. Щедролосєва, Л. І. Коростильова, В. П. Шостака, В. П. Суслов, К. В. Кошкін, І. Б. Марцінковський, О. П. Гурченков, Д. В. Костенко, О. К. Жук, Ю. П. Кондратенко, Г. В. Павлов, В. Н. Парсяк, С. М. Соловйов, О. К. Чередниченко; тематичні покажчики: «Імперативи розвитку права», «Економіка під вітрилами», «Коллекция раритетных, ценных и редких изданий по судостроению и мореплаванью из фонда библиотеки УГМТУ», «Коллекция раритетных, ценных и редких изданий по судостроению и мореплаванию из фонда библиотеки УГМТУ» (перероблене та доповнене електронне видання), «Праці викладачів і науковців МКІ–УДМТУ за 1971–2002 рр.», «Праці викладачів і науковців УДМТУ за роки незалежності 1991–2002 рр.», «Праці викладачів і науковців УДМТУ-НУК (2000—2010 рр.) у трьох частинах», «Бібліографічний покажчик дисертацій, наявних у фонді бібліотеки Національного університету кораблебудування імені адмірала Макарова (1947–2010 рр.)», Факультет економіки моря, Факультет екологічної та техногенної безпеки, Навчально-науковий гуманітарний інститут НУК, Факультет морського права, Кафедра автоматики Навчально-наукового інституту автоматики і електротехніки.
За останні роки бібліотекою було проведено дослідження: «Бібліотека вишу і виховання толерантності сучасної молоді»; «Наукометричний аналіз дисертаційного фонду Наукової бібліотеки НУК»; «Інформаційні потреби наукових працівників вишу на електронні ресурси, що надає НБ НУК, та аналіз активності їх використання»; «Наукометричний аналіз дисертаційного фонду Наукової бібліотеки НУК на допомогу поліпшенню публікаційної активності науковців університету»; «Бібліотеки ВНЗ м. Миколаєва у віртуальному просторі»; «Модуль компетентностей бібліотечно-інформаційного фахівця майбутнього», «Бібліометричний аналіз наукових видань, в яких публікуються автори – НПП НУК ім. адмірала Макарова (за даними наукометричної бази даних Scopus)», «Історія НБ НУК ім. адм. Макарова: дати, факти, події (до100-річчя заснування)», «Публікаційна активність здобувачів наукових ступенів PhD у НУК ім. адм. Макарова на основі даних наукометричних БД Scopus і Web of Science», «Аналіз використання бібліотечних ресурсів аспірантами ЗВО» тощо.
Наукова бібліотека НУК — обласний методичний центр для бібліотек ЗВО м. Миколаєва. Пріоритетними аспектами методичної роботи є: аналітично-прогностична діяльність; методичний моніторинг; надання консультаційно-методичної  допомоги; сприяння впровадженню інновацій в діяльність бібліотек вишів; вдосконалення системи підвищення професійної компетентності бібліотечних працівників; координація діяльності бібліотек ВНЗ з бібліотеками інших систем та відомств; участь у роботі професійних організацій.
Бібліотека щорічно проводить всеукраїнські науково-практичні конференції, семінари, тренінги з актуальних питань розвитку книгозбірень вишу.
Книгозбірня активно сприяє формуванню інформаційної культури та академічної доброчесності серед користувачів. Заходи даного напрямку діяльності бібліотекою проводяться диференційовано для трьох категорій: студентів (першокурсників та старшокурсників); аспірантів та наукових співробітників; бібліотечних фахівців.
Бібліотекою постійно оновлюються традиційні форми соціокультурної діяльності.Активно запроваджується інтерактивні заходи: квести, промо-акції, літературні дійства, акція «Жива книга», тощо. З 2011 року бібліотека приєдналась до руху — буккросингу.

## Електронний архів eIR NUOS
eIR NUOS  (англ. Electronic Institutional Repository of Admiral Makarov National University of Shipbuilding) — Електронний інституційний репозитарій Національного університету кораблебудування імені адмірала Макарова це відкритий електронний архів, в якому накопичуються, систематизуються та зберігаються наукові та навчально-методичні документи (матеріали), створені працівниками та студентами Національного університету кораблебудування імені адмірала Макарова. До них забезпечується довготривалий та надійний доступ через Інтернет. Доступна можливість "самоархівування".
Завдання eIR NUOS
- Створення організаційної, технічної, інформаційної інфраструктури інституційного репозитарію (електронного архіву) Національного університету кораблебудування імені адмірала Макарова для розвитку та поширення наукових публікацій у відкритому доступі, збільшення впливу наукових досліджень університету шляхом забезпечення вільного доступу та розширення аудиторії їх користувачів);
- Накопичення, збереження, розповсюдження та забезпечення довготривалого, постійного та надійного доступу до наукових досліджень професорсько-викладацького складу, співробітників і студентів, аспірантів та докторантів університету;
- Забезпечення середовища, що дозволяє науковим підрозділам НУК, аспірантам, докторантам, співробітникам та студентам легко розміщувати наукові дослідження в електронній формі у надійний та добре організований архів і стимулювати та забезпечувати відкритий доступ до їх наукових праць.

У 2023 році відбувся перехід на оновлену версію DSpace 7.6.1. Серед переваг – сучасний інтерфейс, пристосованість до перегляду на мобільних пристроях та спрощений алгоритм пошуку по фондах репозитарію. 
Завдяки оновленій версії репозитарію, НУК ім. адм. Макарова у травні 2023 р. мав змогу підписати заяву та скласти угоду на приєднання університету до Консорціуму ORCID. Членство в ORCID дає змогу науковцям нашого університету обмінюватись своїми науковими доробками зі світовою науковою спільнотою, більш ефективно працювати та керувати своїми ресурсами, що в свою чергу дає можливість ефективно інтегрувати наукові здобутки університету до світового інформаційного простору, підвищити видимість дослідників та їх публікацій, покращити взаємодію між дослідниками, збільшити цитування. Це все значно підвищує статус університету в світовому науковому співтоваристві.  

## Участь в асоціаціях, партнерська діяльність
Наукова бібліотека НУК очолює Методичне об'єднання бібліотек ВНЗ Миколаївщини. За ініціативою бібліотеки НУК у 2002 році була створена Корпоративна система бібліотек ВНЗ м. Миколаєва, до складу якої входять 6 бібліотек провідних ВНЗ міста. Під методичним та технічним керівництвом Наукової бібліотеки НУК створюється Корпоративний каталог періодичних видань бібліотек ВНЗ м. Миколаєва.
Наукова бібліотека є учасником українського бібліотечного консорціуму «Інформатіо», а також з Хмельницьким національним університетом, Харківським національним університетом радіоелектроніки та п'ятьма бібліотеками ВНЗ, що входять до МО м. Миколаєва, підписано договори про співробітництво у сфері інноваційної діяльності бібліотек.
Наукова бібліотека НУК є учасником проектів: «ELibUkr» («Електронна бібліотека України: створення Центрів знань в університетах України»), «БібліоСинергія: підтримка наукових досліджень» (відповідає за сторінку «Компетентності бібліотекарів»), «Торнадо» (Томсон Рейтер для науково-дослідних та освітніх установ), «Культура академічної доброчесності: роль бібліотек». Бібліотека є членом асоціаціі «Інформатіо-Консорціум».
Завдяки участі у проєкті Міністерства цифрової трансформації "Дія. Цифрова освіта" НБ НУК зареєстрована Хабом цифрової освіти.